# Ruta Provincial E 72 (Córdoba)

## Generalidades
La Ruta Provincial E-72 es una breve vía de circulación ubicada en la ciudad de Villa de Soto, provincia de Córdoba, República Argentina
.
Su trazado está totalmente asfaltado y pertenece al grupo de Rutas Urbanas, ya que todo su trazado se encuentra dentro de un municipio.
Su extensión es de poco más de 2 km, por lo que se encuentra del grupo de las rutas más cortas de la provincia.
No obstante, respeta la nomenclatura general de amojonado de la provincia: su kilómetro cero se encuentra al oeste de la ciudad, en la intersección con la  RN 38  (km 146) y finaliza al intersectar la  RP 15  al este de la ciudad
.

## Recorrido
| LCONTgq | ABZq+lr | CONTfq |

|  | BHF |

| CONTgq | ABZqlr | CONTfq |